# Parc national des Virunga
Pour l’article homonyme, voir Montagnes des Virunga.
Le parc national des Virunga a été créé en 1925 dans l'Est de la république démocratique du Congo, ce qui en fait le plus ancien parc national de l'Afrique. Son objectif était initialement de protéger les gorilles des montagnes. À l'origine, il était désigné sous le nom de parc Albert ; son nom actuel date de 1969. Il a ensuite été agrandi en 1929, puis en 1950, pour atteindre sa superficie actuelle.
Le parc couvre 7 900 km2 depuis les montagnes des Virunga au sud, jusqu'aux montagnes du Rwenzori au nord, il comprend une grande partie du lac Édouard et les plaines de la Rwindi. Cette diversité de paysages a permis l'existence de la biodiversité la plus importante de toutes les aires protégées d'Afrique. Plusieurs espèces y trouvent un habitat favorable incluant en particulier des lions (Panthera leo), la plus importante population d'hippopotames communs d'Afrique (Hippopotamus amphibius) ainsi que trois taxons de grands singes : le Gorille des montagnes, le Gorille de Grauer (Gorilla beringei graueri) et le Chimpanzé de l’est (Pan troglodytes schweinfurtii).
En 1979, il est consacré patrimoine mondial, mais rejoint la liste du patrimoine mondial en péril en 1994. Il est également désigné site Ramsar depuis 1996.
Au fil de son histoire mouvementée le parc national des Virunga a dû faire face à plusieurs conflits armés et il a longtemps été une zone de repli pour des milices armées. Ainsi, en novembre 2020, plus de 200 rangers ont payé de leur vie la protection de ce site exceptionnel.

## Géographie

### Localisation
Le parc national est situé dans la province du Nord-Kivu en république démocratique du Congo, à la frontière avec le Rwanda et l'Ouganda, au centre de la région du rift Albertin.
L'extrémité sud du parc se trouve à quelques kilomètres de la ville de Goma, le chef-lieu de la province du Nord-Kivu.

### Climat
La pluviométrie varie de manière importante selon les zones du parc. Les savanes immédiatement au nord et au sud du lac Édouard sont les zones les moins arrosées, à raison de 30 à 40 mm de pluie par mois en moyenne.

### Description générale: trois secteurs du nord au sud
Le parc national des Virunga peut être découpé en trois secteurs principaux :

#### Au sud: les montagnes des Virunga

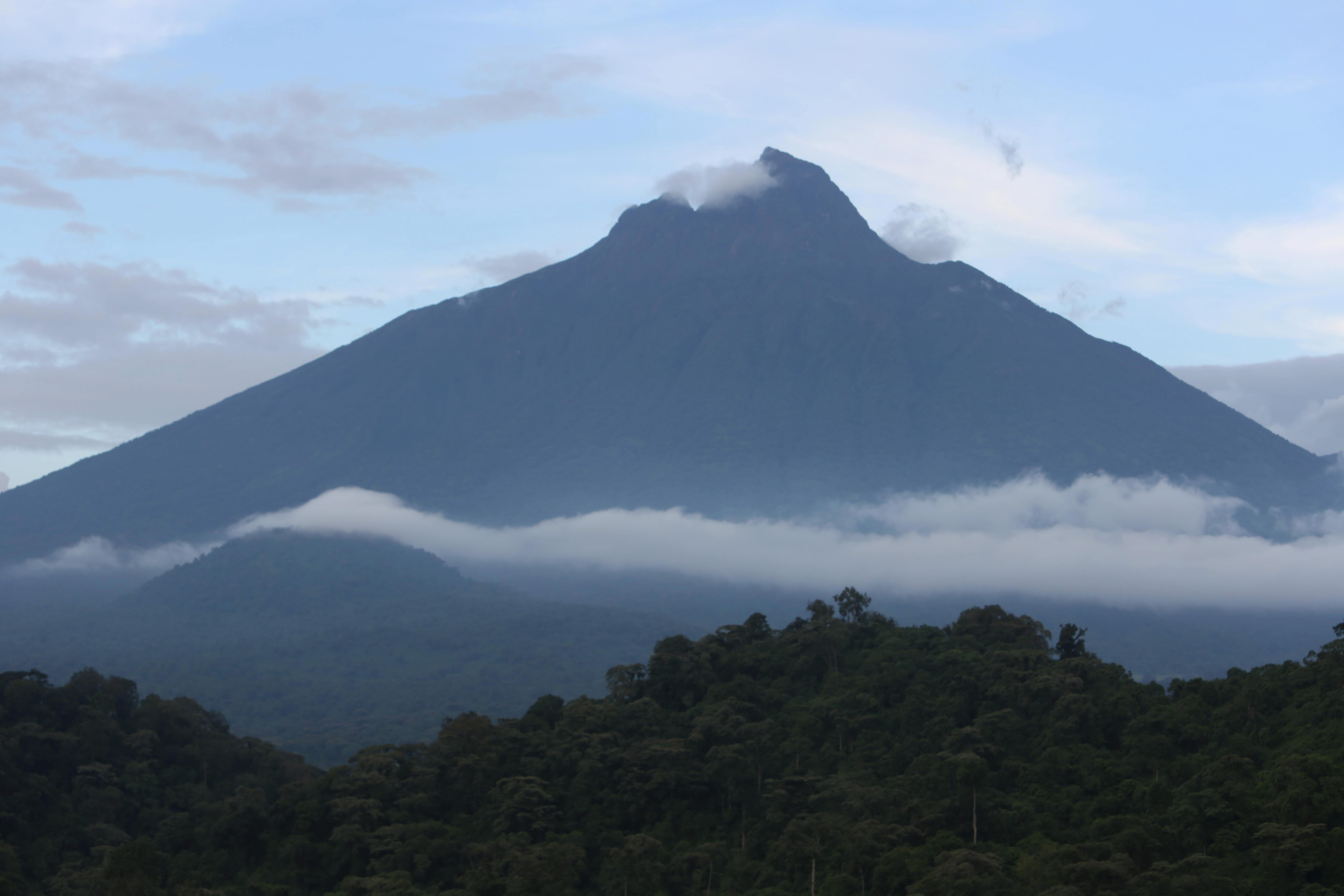
Le mont Mikeno.

Au sud se trouvent les montagnes des Virunga, avec une altitude maximale de 4 500 m, on y trouve sept des huit volcans qui forment le massif dont les deux volcans les plus actifs d'Afrique, le Nyiragongo et le Nyamuragira ; le mont Mikeno est lui un volcan endormi. C'est le premier secteur à avoir été protégé en 1925. Le paysage est couvert par la forêt afromontane.
Le centre de gestion administrative du parc national se situe dans le village de Rumangabo, à proximité de la zone de présence des gorilles. L'hôtel du mont Mikeno est l'un des principaux équipements touristiques du parc.
Ce secteur sud forme avec le parc national des volcans (Rwanda) et le parc national des gorilles de Mgahinga, un ensemble écologique appelé, en anglais, le Virunga volcanoes greater ecosystem.

#### Au centre: le lac Édouard et les plaines
Le parc s'étend sur les plaines alluviales des rivières Rutshuru et Rwindi. Ces deux cours d'eau se jettent au sud du lac Édouard, dont la majeure partie, ainsi que les berges font partie intégrante du parc.
Le parc est limité à l'est par la rivière Ishasha (en), qui marque la frontière avec l'Ouganda

#### Au nord: le bassin de la Semliki et les Rwenzori

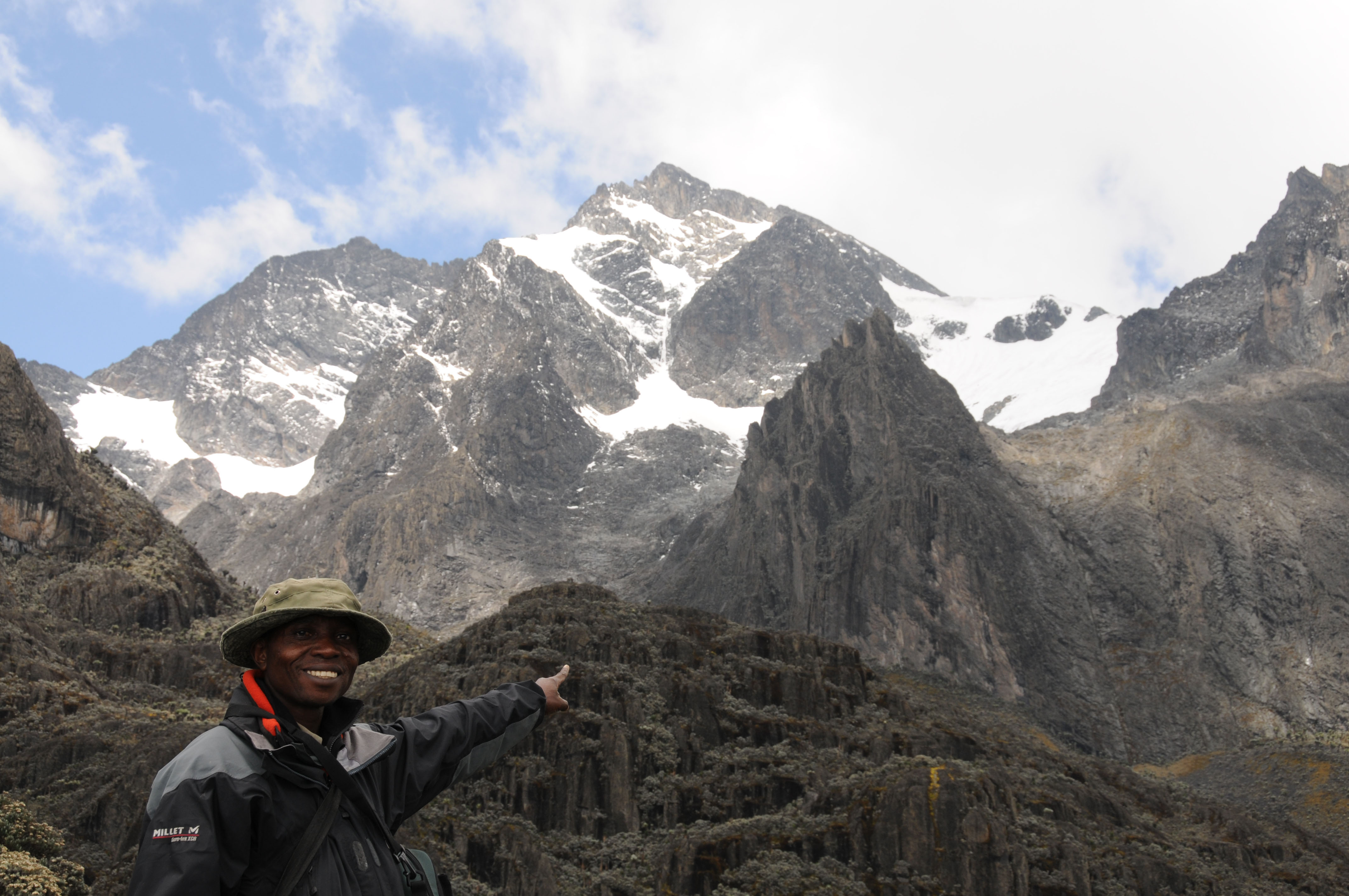
Monts Rwenzori.

La rivière Semliki prend sa source dans le lac Édouard, puis s'écoule vers le Nord.
L'Est des Rwenzori est également dans les frontières du parc, sur une surface qui représente 20 % du massif. Le relief y est très accentué avec des falaises abruptes, des vallées profondes et des sommets sont couverts par des neiges éternelles. Le point culminant s'élève à 5 119 m. C'est l'unique massif véritablement alpin d'Afrique et sa plus vaste région glaciaire.

## Patrimoine naturel
Le parc national des Virunga est l'un des parcs africains à la biodiversité la plus importante selon l'UNESCO. Dans la classification du WWF, il est partagé entre l'écorégion de la mosaïque de forêt-savane du Congo du Nord et celle des landes d'altitude du Ruwenzori et des Virunga.

### Faune
La faune du parc national des Virunga compte 196 espèces de mammifères, parmi lesquels 22 de primates, 706 espèces d'oiseaux, 109 de reptiles et 78 d'amphibiens. Parmi eux, 21 espèces de mammifères, 23 espèces d'oiseaux et 11 de reptiles sont endémiques de la région du rift albertin. Le parc abrite notamment des éléphants, buffles et cobs de Thomas, et la plus forte concentration d’hippopotames d’Afrique, avec 20 000 individus vivant sur les berges du lac Édouard et le long des rivières Rwindi, Rutshuru et Semliki.

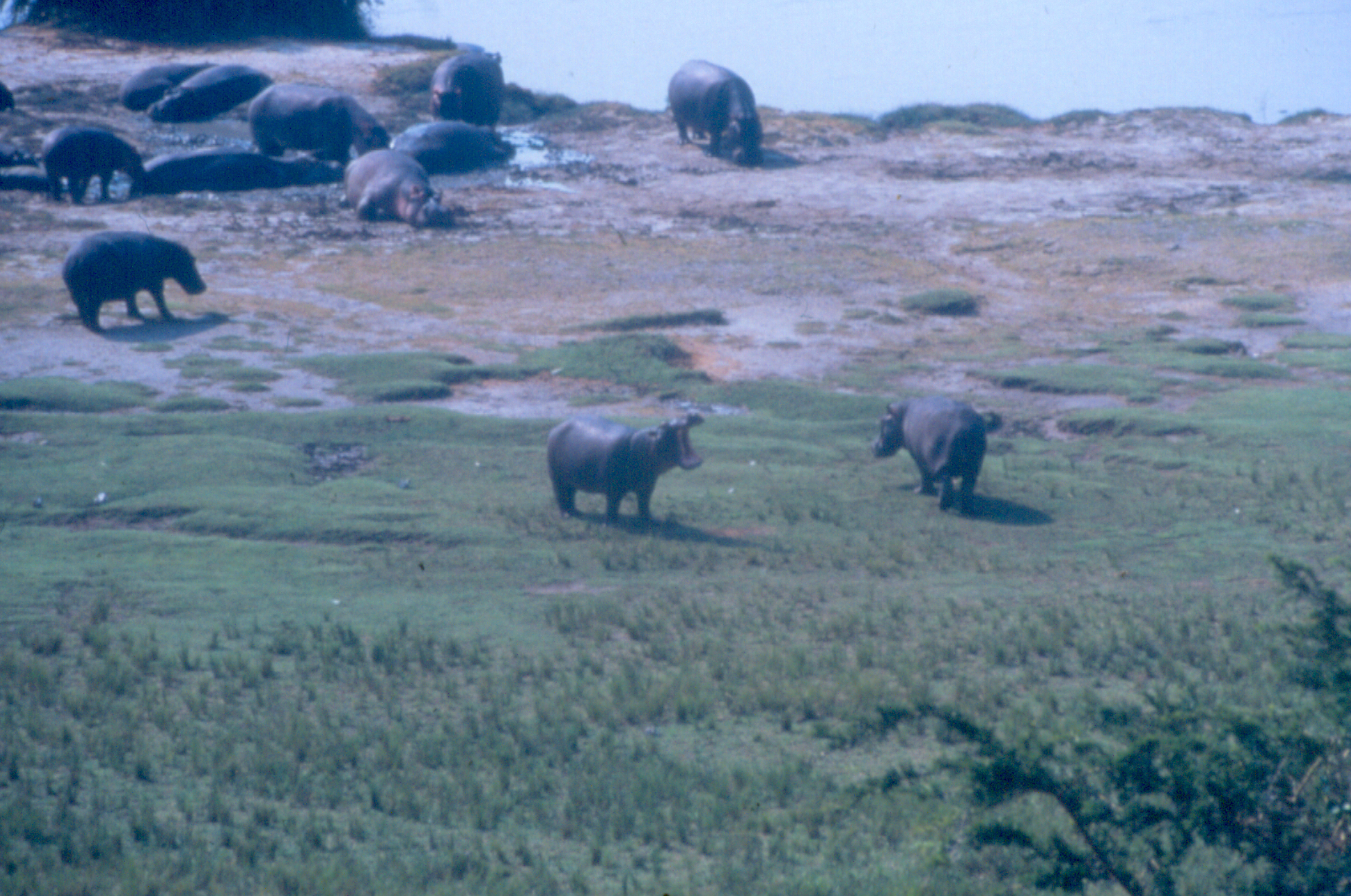
Pour illustrer ces évolutions de populations, on prendra le cas des hippopotames : 30000 individus du côté RDC en 1960 ; 22000, vers 1990 ; il n'en restait que 1200 en 2010.

Le gorille des montagnes (Gorilla beringei beringei) est une sous-espèce de gorilles dont l'aire de répartition est restreinte aux montagnes des Virunga. Environ un tiers de la population vit en République démocratique du Congo, le reste étant réparti sur le Rwanda et l'Ouganda.
Un centre de soin accueille des gorilles orphelins, depuis 2009, à Rumangabo, dans le sud du parc. Il a été nommé « Senkwekwe » en hommage à un dos argenté tué en 2007.

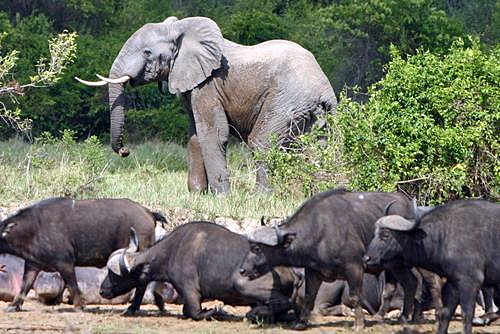
Elephants et buffles dans le parc, 2004.

Après le départ des populations humaines riveraines du lac, les grands mammifères ont pu se multiplier. Dans les années 1950-1960, leur abondance atteint son apogée, la biomasse en grands mammifères atteint les 31,4 tonnes par km2 dans le secteur central du parc national des Virunga. La concentration des animaux sous l'effet de l'augmentation de la pression humaine sur les zones alentour explique peut-être en partie ces chiffres. Plus jamais dans l'histoire une telle abondance animale ne sera enregistrée où que ce soit. On estimait la biomasse, à environ 1,5 tonne dans les savanes centrales du PN des Virunga en 2006.
Dans ces mêmes années 1950-1960, la décision est prise dans le parc national Queen Elizabeth, en Ouganda de l'autre côté du lac Édouard, de tuer des hippopotames pour « réduire leur impact sur la végétation ». Puis dans les années 1970, sous le régime de Idi Amin Dada la gestion des parcs nationaux ougandais est quasiment abandonnée ce qui a conduit à une diminution catastrophique des populations de grands mammifères, une grande partie s'est probablement déplacée vers le parc national des Virunga à cette période.
En 1996, puis de nouveau en 1996, avec les guerres civiles en RDC, un mouvement inverse s'est effectué et les populations animales se sont réfugiées en Ouganda.
En 2020, pour la première fois en quarante-cinq ans, un immense troupeau de plus de 574 éléphants a réinvesti cet espace naturel qu’ils avaient fui. Le troupeau a traversé la frontière entre la RDC et l'Ouganda au début de l'été 2020. Pendant des années, une migration pendulaire de ces éléphants s'effectuait entre la RDC et le parc national Queen Elizabeth en Ouganda. Elle s'était progressivement interrompue à la fin du 20e siècle, au fil des guerres incessantes qui ont ravagé la région, particulièrement le génocide des Tutsi au Rwanda en 1994.
Plusieurs causes possibles sont avancées pour expliquer cette soudaine migration d'éléphants : un braconnage intensif, ou bien la perturbation de leur habitat par des mouvements militaires de l'armée ougandaise, ou encore un retour à un chemin ancestral des éléphants dont le souvenir serait revenu. Le nombre exceptionnel d'individus pourrait être expliqué par un phénomène de stress,.

### Flore
Végétation montagnarde

Dans les monts Virunga et les monts Ruwenzori, la végétation forme des ceintures étagées selon l'altitude :
- entre 1 600 et 2 500 m d'altitude, la forêt Afro-montane est la végétation naturelle dominante (elle représenterait environ 15 % de la végétation du parc) ;
- 2 500 à 2 800 m : zone à bambous (Arundinaria alpina) ;
- 2 800 à 3 200 m : zone à Hagenia-Hypericum ;
- une zone à Éricacées, avec des espèces comme Erica arborea, Dendrosenecio johnstonii et des Lobelia géantes ;
- au-dessus de 3 800 m : La ceinture alpine est caractérisée par la présences d'espèces des genres Lobelia et Senecio.

La flore du parc national des Virunga compterait au minimum 2 077 espèces de plantes à fleurs, dont 230 endémiques. Cette diversité spécifique exceptionnelle est due en partie à la variété des écosystèmes présents : forêts tropicales humides, forêts sèches et savanes, zones humides et montagnes... Rien que dans le massif du Ruwenzori, 548 espèces végétales sont recensées avec un taux d'endémisme de 13 % (soit 75 espèces).
Entre 1950 et 2006, le couvert boisé (forêts et broussailles) a globalement augmenté dans le parc, au détriment des prairies. Cependant cette évolution globale cache des disparités selon les zones du parc, au total 558 km2 de surface boisées ont été gagnés et 74 km2 ont été perdus.

## Historique

### Avant le parc
Historiquement avant la création du parc, les abords du lac Édouard étaient habités. Vers 1880, cependant, la majorité de la population a quitté la région à cause d'une épidémie de peste bovine et de la maladie du sommeil.

### Découverte par les Européens et premières explorations scientifiques
Le parc national des Virunga doit sa création à deux faits marquants qui l'ont précédée : la préexistence des réserves de chasse de l'État indépendant du Congo, créées par le roi Léopold II dès 1889 pour protéger les éléphants contre les destructions inconsidérées ; et l'idée du naturaliste américain Carl Akeley (dont la tombe est située dans le parc même) de créer un sanctuaire aux Virunga, à l'issue de sa mission d'exploration au Kivu en 1921. Créé le 21 avril 1925 sous le nom de parc Albert, le parc national des Virunga est le premier parc d'Afrique du point de vue ancienneté.
L'exploration scientifique du parc a débuté en 1933 avec les missions dirigées par Gaston-François de Witte et par Peter Schumacher. Elle s'est poursuivie avec les missions d'Hubert Damas en 1935-1936, de Louis van den Berghe en 1936, de Jean Lebrun et de F. Bourlière et Jacques Verschuren de 1957 à 1959.

### Gestion coloniale et post-coloniale du parc national
La « mise sous cloche » de la nature est un outil de domination territorial pour les pouvoirs coloniaux. Après sa création en 1925, sous le règne d'Albert Ier, le parc national est rapidement agrandi, en 1935, par Léopold III, ainsi il passe d'une superficie de 24 000 ha à 780 000 ha.
Pendant la Seconde Guerre mondiale, le parc n'existe plus qu'en théorie, la liaison avec la Belgique étant interrompue. Les populations se réinstallent sur le territoire. Puis en 1947, l'Institut pour la protection de la nature du Congo Belge en reprend le contrôle, jusqu'en 1960, année de l'indépendance du Congo Belge. L'administration du parc national passe aux nouvelles institutions du pays sans véritable changement de stratégie.
En 1968, Mobutu prend le pouvoir. Il rebaptise plus tard le pays « Zaïre » (voir l'article Histoire de la république démocratique du Congo pour plus de détails). Le parc national des Virunga devient un symbole du patrimoine naturel du pays et de la politique de zaïrianisation dans cette région éloignée de la capitale. Mobutu fait construire un hôtel particulier dans la localité de Rwindi et s'y rend régulièrement. Le belge Jacques Verschuren est nommé directeur : il officiait déjà à Virunga du temps des colonies. Le parc est alors géré de façon très stricte, avec une discipline quasi-militaire : les gardes organisent des patrouilles le long des limites du parc et sont autorisés à utiliser la force contre les éventuels braconniers.
Dans le milieu des années 1970, le régime de Mobutu commence à se déliter et avec lui le pouvoir de l'Institut Congolais de Conservation de la Nature. Les gardes du parc, habitués à des méthodes violentes, mais désormais soumis à moins de contrôle et payés irrégulièrement, sont devenus eux-mêmes parfois braconniers ou producteurs de charbon.

### De 1990 à 2021: conflits internationaux répétés et migrations
À partir du début des années 1990, plusieurs groupes armés du nord-est du Congo attaquent les postes de patrouilles du secteur nord du parc national des Virunga. Plusieurs gardes sont tués dans ces attaques. Le braconnage augmente.
En 1994 le génocide des Tutsi au Rwanda provoque le déplacement de plus de deux millions de personnes. La majorité des réfugiés s'installent à distance de marche du parc national. Les ressources naturelles sont alors indispensables à la survie de cette nouvelle population. La déforestation et l'usage incontrôlé des ressources piscicoles oblige l'UNESCO à inscrire le site sur la liste du patrimoine mondial en péril.
En 1996-1997, la guerre civile porte Laurent Désiré Kabila à la tête de la République Démocratique du Congo. Des forces armées s'installent pour longtemps dans l'est du pays, notamment dans le parc national des Virunga. En 2003 un accord de paix est signé entre les rebelles et le gouvernement, mais il ne met pas fin à la présence de forces militaires rebelles dans le parc. En 2007 et 2008 des forces armées occupent le centre de contrôle du parc à Rumangabo.
En 2012 la rébellion du M23 éclate. Les rangers du parc national des Virunga sont pris dans les combats militaires entre Congolais et le M23. L'accès à la zone pour les touristes est alors interrompu. Fin juillet de la même année un cessez-le-feu permet au personnel du parc de reprendre la surveillance des gorilles : quatre familles sont retrouvées en bonne santé.
En 2014, le parc rouvre ses portes au tourisme.
Le directeur du parc, Emmanuel de Merode, a été victime d'une embuscade armée sur la route entre Goma et Rumangabo, le 15 avril 2014, lors de laquelle il a été très grièvement blessé par balles. Certains y voient une conséquence du conflit latent avec la société d'exploration pétrolière basée à Londres, Soco International, contre laquelle Emmanuel de Merode venait de déposer un dossier, résultant d'une longue enquête, auprès du procureur de la République à Goma,. Le jeudi 22 mai 2014, il a annoncé son retour à la tête du parc, lors d'une conférence de presse au siège de l’ICCN à Rumangabo.
Le 23 mars 2020, alors que la pandémie de Covid-19 a finalement atteint la RDC, le parc décide de fermer ses portes aux touristes jusqu'en juin, afin de protéger les gorilles contre le nouveau coronavirus, ces animaux étant sensibles aux maladies respiratoires des humains selon le WWF.
Le 24 avril 2020, alors que le parc est fermé aux visiteurs, douze rangers et cinq civils sont tués au cours d'une attaque par des rebelles des Forces démocratiques de libération du Rwanda. Un treizième décès est comptabilisé parmi les rangers qui venaient en aide à la population locale ; c'est l'une des attaques les plus meurtrières connues par le parc. En 2020, ce sont en tout 21 écogardes du parc national des Virunga qui ont été tués.
Le dimanche 10 janvier 2021, le Parc National des Virunga a la tristesse d’annoncer le décès de 6 éco-gardes, vers 7 heures 30, à la suite d'une attaque perpétrée par des hommes armés dans le secteur Centre.

## Gestion
En 2008, un partenariat public-privé est signé entre l'Institut congolais pour la conservation de la nature (ICCN) et « The Africa Conservation Foundation » pour la gestion du parc national.
Le 1er août 2008, le belge Emmanuel de Merode est engagé par le gouvernement congolais comme directeur du Parc national des Virunga.
À partir de 2011, « l'Alliance Virunga » intègre la société civile, les autorités locales et les acteurs du secteur privé.
Le personnel comptait, en 2020, 689 rangers dont le rôle est de protéger la biodiversité et les habitants du parc et des zones avoisinantes.

## Réserves pétrolières
D'importantes réserves pétrolières pourraient se trouver dans le sous-sol du parc des Virunga. L'État a octroyé, depuis 2009, des permis d'exploration couvrant 85 % de la superficie du parc au bénéfice de Total, Eni et Soco International (Royaume-Uni), alors que la loi congolaise interdit toute exploration dans les montagnes des Virunga. Les deux premières compagnies ont assuré qu'elles ne s'aventureraient pas dans la réserve, mais la troisième, qui a déjà mené des prospections par voie aérienne, paraît décidée à y pénétrer. Face à la levée de boucliers des ONG (Greenpeace, WWF...), l'État congolais fait ses calculs : redevances du pétrole ou dollars des touristes et des institutions internationales (l'Union européenne finance la renaissance du parc à hauteur de cinq à six millions d'euros par an). Soco a par ailleurs été accusé de corrompre des employés du parc, comme le montre un enregistrement vidéo ; Virunga, documentaire sur l'histoire du parc sorti en 2014 et diffusé sur Netflix, raconte ces manœuvres. Une séquence y filme en caméra cachée une tentative de corruption des gardiens du parc par un agent de Soco international.
Soco International annonce pour le 26 avril 2014 le démarrage de son projet d’exploration pétrolière du lac Édouard, situé à l’intérieur du parc. Le WWF condamne fermement cette décision qui contrevient aux lois nationales et internationales. Le 11 juin 2014, Soco s’est engagée auprès de cette association à cesser toute opération pétrolière au sein du parc en échange du retrait de la plainte déposée en octobre 2013 auprès de l’agence britannique de l’Organisation de coopération et de développement économique (OCDE) concernant des violations présumées des droits de l’Homme et des protections environnementales,.
D'après le Creddho (Centre de recherche sur l'environnement, la démocratie et les droits de l’Homme : organisation environnementale), « les meurtres, les enlèvements, les menaces sont fréquents pour tous ceux qui s’opposent à ces projets ou défendent leurs droits ancestraux ».